# Каммингс, Дэниел
Дэниел Каммингс (англ. Daniel Cummings; родился 14 апреля 2006) — шотландский футболист, нападающий клуба «Селтик».

## Клубная карьера
Воспитанник футбольной академии «Селтика». 29 января 2025 года дебютировал в основном составе «Селтика», выйдя на замену в матче Лиги чемпионов УЕФА против «Астон Виллы».

## Карьера в сборной
Выступал за сборные Шотландии до 17 и до 19 лет.